# 梅尔茨多夫
梅尔茨多夫（德語：Merzdorf）是德国勃兰登堡州的市镇，隶属于易北-埃尔斯特县，总面积为12.73平方千米，截至2020年总人口为832人。